# Raised by Another (Lost)
"Raised by Another" er det tiende afsnit af tv-serien Lost. Episoden blev instrueret af Marita Grabiak og skrevet af Lynne E. Litt. Det blev første gang udsendt 1. december 2004, og karakteren Claire Littleton vises i afsnittets flashbacks.

## Plot
Claire vågner op skrigende to nætter i træk. I sin første drøm ser hun en vugge, hun tror hendes barn lå i, men da hun kigger ned i tæpperne er der blod. Denne drøm kunne være sand, idet da Charlie prøver at berolige hende i virkeligheden, ser han, at hun har blod på hele sin hånd. I den anden drøm drømmer hun, at nogen hodler hende nede og stikker hende i maven. Hun har dog ikke nogen stiksår. Dette angreb får Hurley til at lave en folketælling af de overlevende for at have en klar idé om, hvem der egentlig er på øen.
I et flashback tager Claire en graviditetstest med hjælp fra sin kæreste, Thomas -- og prøven er positiv. Thomas forsikrer hende om, at alt nok skal blive godt, og at de vil blive gode forældre. Claire tager til et medium, der ved at hun er gravid, men som bliver urolig og nægter at fortælle Claire, hvad han har "set". En dag, da Thomas kommer hjem, fortæller han Claire, at han forlader hende, idet han ikke føler, at han er klar til ansvaret.
Mens han udfører sin folketælling snakker Hurley med Ethan Rom, der tilsyneladende er bekymret for at give information til Hurley. Jack siger til Claire, at hun ikke blev overfaldet, og giver hende noget beroligende. Claire forlader vredt hulerne og flytter ned til stranden.
I et flashback vender Claire tilbage til mediet og beder om endnu en behandling. Han ved, at Thomas har forladt hende, og advarer hende om, at det han ser ikke vil være behageligt. Han siger, at Claire skal opfostre barnet selv, og at hvis det bliver opfostret af nogle andre vil det være i stor fare. Mediet ringer til Claire flere gange, og hun fortæller ham, at hun har tænkt sig at tage til et adoptionsbureau.
Boone fortæller Hurley, at Sawyer har passagerlisten, og at det kunne hjælpe ham med folketællingen. Sawyer giver overraskende listen til Hurley uden nogen indvendinger. Da Charlie prøver at hjælpe Claire med at flytte tilbage til stranden får hun veer. Charlie siger, at han kan bringe barnet til verden, men efter at han utilsigtet siger til Claire, at han har været narkoman, skriger hun i junglen, at han skal hente Jack. Hun ligger alene tilbage i junglen.
I et flashback er Claire ved at underskrive papirerne, så et gift par kan adoptere hendes barn, men ingen af de penne, hun forsøger, virker. Efter at have tænkt det igennem går hun ud af bureauet og tager til mediet. Han giver hende 6000 dollars og en billet til flight 815, og siger, at et par i Los Angeles vil adoptere barnet og give hende yderligere 6000 dollars. Selvom Claire finder u-vendingen mistænkelig, accepterer hun.
Charlie finder Ethan og fortæller ham, at Claire er ved at føde, og at han skal hente Jack. Charlie tager tilbage for at trøste Claire, der fortæller ham historien om mediet. Charlie foreslår, at mediet måske vidste, at flyet ville styrte ned, og at det var hans måde at få Claire til at opfostre barnet selv på. Claires veer stopper. 
En slemt såret Sayid vender tilbage til lejren og fortæller de andre om Danielle, og at der er andre mennesker end de overlevende på øen. Ligesom Hurley afslører, at en af de overlevende ikke er på passagerlisten begynder Claires veer at stoppe. Claire og Charlie mødes så af Ethan, der ser ildevarslende på dem.